# Selmo Cikotić
Selmo Cikotić (Berane, 25. siječnja 1964.), bosanskohercegovački je bošnjački političar i bivši visoki vojni zapovjednik podrijetlom iz Sandžaka. Obavljao je dužnost ministra sigurnosti Bosne i Hercegovine. Aktivan je član Stranke demokratske akcije.

## Životopis
Rođen u Beranama u Crnoj Gori.
Završio je Vojnu gimnaziju "Bratstvo i jednistvo" u Beogradu, a zatim i Vojnu akademiju 1986. u Zadru. Također je specijalizirao engleski jezik u Centru za strane jeziku u Beogradu. 
Svoju profesionalnu karijeru je započeo 1986. godine u Školskom centru PVO u Zadru, gdje ostaje do početka rata u Bosni i Hercegovini, kada dolazi u Bosnu i Hercegovinu, gdje ostaje do 1994. kao pripadnik Armije Republike Bosne i Hercegovine. Te godine postaje vojni ataše Republika Bosna i Hercegovina u Washingtonu. Od 1997. do 1999. obavlja funkciju načelnika Odjela za obuku u Zajedničkoj komandi Vojske Federacije Bosne i Hercegovine. Do 2000. bio je šef kabineta Zamjenika ministra obrane Federacije Bosne i Hercegovine, a zatim i zamjenik zapovjednika Prvog korpusa Vojske FBiH. Od 2001. do 2004. bio je i zapovjednik Prvog korpusa. Od 2004. obavlja funkciju izvršnog direktora kompanije "OKI".
Poslije općih izbora 2006. Parlamentarna skupština izabrala je Cikotića za ministra obrane Bosne i Hercegovine.

## Stranačka pripadnost
Po stranačkoj pripadnosti pripada stranki SDA. Član je od 2006. godine. Od 2015. do 2019. je bio član predsjedništva, nakon čega je postao predsjedavajući u Savjetu SDA.

## Radovi i knjige
Do sada je objavio pet knjiga i veliki broj srtručnih radova u domaćim i inozemnim stručnim časopisima i publikacijama iz područja sigurnosti, međunarodnih odnosa i vodstva.